# (4525) Johnbauer
(4525) Johnbauer (1982 JB3) – planetoida z pasa głównego asteroid okrążająca Słońce w ciągu 4,13 lat w średniej odległości 2,57 j.a. Odkryta 15 maja 1982 roku.